# Falco 3
Falco 3 é o terceiro álbum do cantor e rapper austríaco Falco, lançado em 1985. Nos Estados Unidos, atingiu o pico de número 3 na Billboard 200 nas paradas de álbuns e na 18ª posição no Top R&B/Hip-Hop. Após dois álbuns produzidos e co-escritos por Robert Ponger, este é o primeiro álbum de Falco produzido por Bolland & Bolland da Holanda.

## Histórico
Após um filme vencedor do Oscar sobre Mozart, o mix americanizado de "Rock Me Amadeus" capitalizou e continuou a ressurgir o interesse pelo compositor vienense e foi um sucesso instantâneo nos Estados Unidos, passando três semanas no primeiro lugar da Billboard Hot 100 e alcançando o número quatro nas paradas de dança e número seis nas paradas de singles de R&B. O álbum foi lançado nos Estados Unidos, Reino Unido e Japão (e alguns outros países) com uma tracklist diferente: os singles "Rock Me Amadeus" e "Vienna Calling" são apresentados em mixagens estendidas, a 'Versão Salieri' (8:20) e a 'Metternich Arrival Mix' (7:38), enquanto no resto do mundo, o álbum usa as mixagens de singles europeus normais.

### Outras canções
"Vienna Calling" continuou o tema geográfico e estilístico, e seguiu seu antecessor até o Top 20 dos Estados Unidos. Um terceiro single, uma balada chamada "Jeanny" cantada do ponto de vista de um estuprador e possível assassino, revelou-se um sucesso controverso na Europa; banida por algumas de rádio de lá, no entanto, teve uma posição das paradas melhor que de sua antecessora, embora tenha sido virtualmente ignorada nos Estados Unidos. O álbum também incluiu uma versão reformulada em alemão da canção "Looking for Love" dos The Cars, intitulada "Munich Girls", bem como um cover da canção "It's All Over Now, Baby Blue" de Bob Dylan.

## Faixas
1. "Rock Me Amadeus" (The Gold Mix) (As versões dos EUA, UK e Japão substituem "The Salieri Version", escrita erroneamente como "Solieri Version") (3:22/8:20)
2. "America" (The City Of Grinzing Version) (3:56)
3. "Tango the Night" (The Heart Mix) (2:28)
4. "Munich Girls" (Lookin' for Love) (Just Another Paid One) (4:17)
5. "Jeanny" (Sus-Mix-Spect Crime Version) (5:50)
6. "Vienna Calling" (Waiting For the Extended Mix) (As versões dos EUA, UK e Japão substituem "The Metternich Arrival Mix") (4:02/7:38)
7. "Männer des Westens – Any Kind of Land" (Wilde Bube Version) (4:00)
8. "Nothing Sweeter Than Arabia" (The Relevant Madhouse Danceteria Jour-Fix-Mix) (4:46)
9. "Macho Macho" (Sensible Boy's Song) (4:56)
10. "It's All Over Now, Baby Blue" (No Mix) (4:41)

Originalmente, Falco queria incluir uma 11ª música (a canção escrita por ele "Without You") no álbum, mas devido a razões contratuais e ao fato de que a música não combinava com as outras escritas por Bolland & Bolland, a canção foi omitida.
Apesar de todas as músicas apresentarem mixagens especiais na capa (por exemplo, "The Heart Mix"), essas são todas as versões normais do álbum. As únicas remixagens podem ser encontradas nas versões dos EUA, Reino Unido e japonesa deste álbum, que contém a "Versão Salieri" de "Rock Me Amadeus" e a "Metternich Arrival Mix" de "Vienna Calling" em vez das normais versões europeias. As versões européias desse álbum têm uma versão masterizada incorretamente de "It's All Over Now, Baby Blue", que contém um loop repetido e, portanto, dura mais de 5 minutos - a edição de aniversário deste álbum finalmente corrigiu esse erro.
A edição de 25 anos, lançada em 22 de outubro de 2010, adiciona as seguintes faixas bônus às faixas do álbum original remasterizado:
1. "Jeanny" (cover/remix version pela banda britânica Hurts) (3:38)
2. "Without You" (demo version, unreleased song from the "Falco 3" sessions 1985) (5:45)
3. "Rock Me Amadeus" (Extended Version) (7:07)  [first time on CD]
4. "Vienna Calling" (Tourist Version) (7:07) [first time on CD]
5. "Männer des Westens – Any Kind of Land" (Extended Version) (5:23) (b-side da versão 12 de "Jeanny") [pela primeira vez em CD]
6. "Urban Tropical" (Extended Version) (7:26) (b-side da versão de 12 de "Rock me Amadeus") [pela primeira vez em CD]

A versão Deluxe de dois CDs possui material de vídeo adicional: 
1. "The Making Of The Legendary "Falco 3" (documentário pela DoRo) que também inclui a famosa Salieri Version of "Rock Me Amadeus" numa forma editada, com pouco menos de 7 minutos.

## Paradas

### Álbum
| Year | Albums  | A | CH | UK | GER | USA | CDN |
| ---- | ------- | - | -- | -- | --- | --- | --- |
| 1985 | Falco 3 | 1 | 1  | 32 | 2   | 3   | 7   |

### Singles
| Year | Singles           | A | CDN | CH | GER | ES           | F  | FIN | UK | I  | J | N | NL | USSR | S  | USA | SA | NZ |
| ---- | ----------------- | - | --- | -- | --- | ------------ | -- | --- | -- | -- | - | - | -- | ---- | -- | --- | -- | -- |
| 1985 | "Rock Me Amadeus" | 1 | 1   | 2  | 1   | 1            | 79 | 1   | 1  | 2  | 1 | 6 | 2  | 1    | 1  | 1   | 1  | 1  |
| 1985 | "Vienna Calling"  | 3 | 11  | 7  | 4   | 5            | -  | 5   | 10 | -  | - | - | 40 | -    | 11 | 18  | -  | -  |
| 1985 | "Jeanny"          | 1 | -   | 1  | 1   | not released | 24 | -   | 68 | 14 | 5 | 1 | 1  | -    | 1  | -   | -  | -  |